# 須美寿島

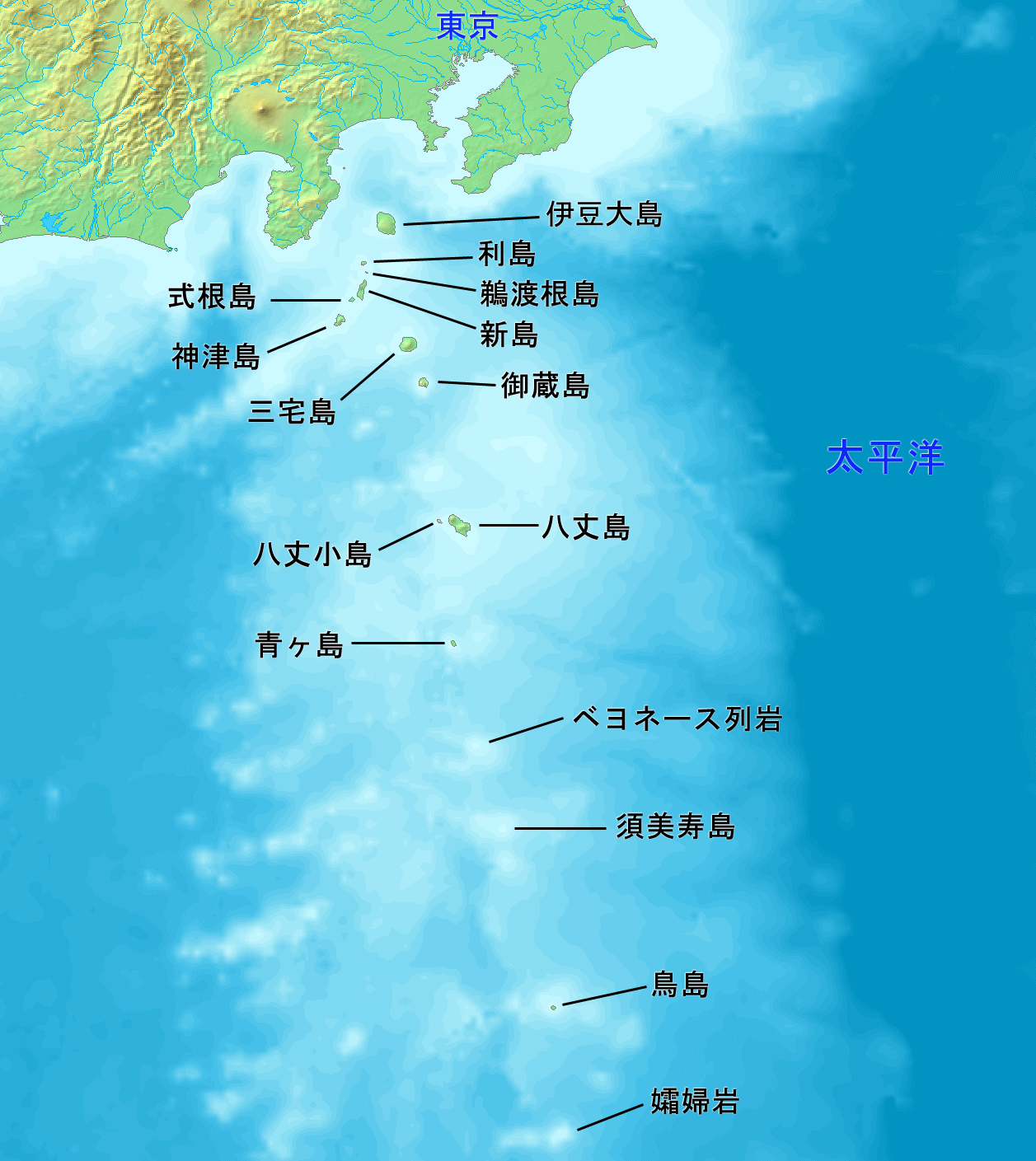
位置

須美寿島（すみすとう、すみすじま）は伊豆諸島の無人島。行政区画は東京都直轄。欧名はSmith Island。

## 地理
伊豆諸島の南部、八丈島からは南に約180キロメートル、青ヶ島からは南に約110キロメートルの太平洋上に位置する。ベヨネーズ列岩と鳥島の中間にあたる。周辺には本島（須美寿島）のほか、東小島や北小島、さらに数個の岩礁がある。本島は南北に長い突岩（カンラン石玄武岩）である。
八丈島と鳥島の間には海面下に6つのカルデラがあり、須美寿島はその一つのスミスカルデラの外輪山の一部である。このカルデラの形成は少なくとも約20,000年前より古いと考えられている。須美寿島の北北東約7キロメートルの外輪山上には、白根と呼ばれる水深7.7メートルの浅瀬（暗礁）があり、後カルデラ火山の一つとされている。カルデラの下にあるマグマが岩板を押し上げる形の海底地震が度々起き、津波を発生させる。須美寿島の南方約20キロメートルには「南スミスカルデラ」という別のカルデラもある。
須美寿島は日本の領海外縁に位置し、東小島は日本の排他的経済水域の外縁を根拠づける離島となっている（東小島には一等三角点が設置されている）。東京都に属してはいるが、2020年1月1日時点で、所属市町村未定のため本籍を置くことはできず、都の直轄として都の行政出先機関である東京都八丈支庁が管轄している。
航路上の重要な地点でもある。付近をおがさわら丸が通るが、往復とも深夜に通過するため、デッキから島を確認することはできない。1990年代初頭に部分的な崩壊があり、島の形状がかなり変化した。周辺は好漁場のため、時折、釣り人が島に上陸する。2014年には、本島の沖、北西9キロメートルの海域で中国のサンゴ密漁船が押し寄せる事件が発生した。漁船が座礁することもある。

## 歴史
1853年3月26日、イギリス帝国の軍艦サラワルソン号が発見、その直後英国軍艦ヘーバー号（スミス艦長）が確認し報告。島名はその艦長に由来する。
- 1870年（明治3年） - 須美寿島の北北東約9キロメートルで海底噴火が発生し、新島（標高13メートル）が出現。それ以降、数回噴火が発生している。
- 1974年（昭和49年） - 1977年（昭和52年）にかけて、海底火山による海水変色が発生した。
- 1981年（昭和56年） - 池沼慧ら8人の日本山岳会東海支部隊が初登頂に挑戦するも、隊員の一人が墜落し敗退した[11]。
- 1991年（平成3年） - 11月、漁船の通報で、島の山頂付近北側が大きく崩壊したことがわかった。そのため、島の形状が変化した。
- 1992年（平成4年） - 地震によって洞窟部分が崩壊した。
- 2016年（平成28年） - 須美寿島東方の東小島に一等三角点を設置[3]。
- 2024年（令和6年） - 周辺で海水の色の変化が認められ、気象庁が周辺海域に噴火警報を出した[12] 。